# Un mort encombrant
Un mort encombrant (titre original : The Wrong Box) est un roman de Robert Louis Stevenson écrit en collaboration avec son beau-fils, Lloyd Osbourne, et paru en juin 1889.

## Historique
On peut lire le même roman sous le titre Le Mort Vivant, paru aux éditions Perrin en 1905, sous le titre L'Hercule et le Tonneau, édité par le Club français du livre en 1961 et sous le titre Un mort en pleine forme, publié par G. P. en 1968 dans une édition illustrée par Jean Reschofsky.
Plus récemment, les éditions Gallimard l'ont fait paraître dans la Bibliothèque de la Pléiade sous le titre Le Grand Bluff.
Chef-d'œuvre du comique de situation, le roman est écrit dans un ton distancié très britannique.

## Résumé
Dans les années 1870, Joseph et Masterman Finsbury se retrouvent les deux seuls survivants d'une tontine. Un accident de chemin de fer, la mort présumée du vieux Joseph, un neveu rapace...et la mécanique de l'humour britannique se met en place.

## Adaptation
L'œuvre fut adaptée au cinéma en 1966 dans le film Un mort en pleine forme (The Wrong Box) réalisé par Bryan Forbes. Cette comédie britannique réunit la plupart des acteurs comiques de l'époque : John Mills, Michael Caine, Dudley Moore, Peter Sellers, ...

## Commentaire
Le fils de Fanny Van de Grift, Lloyd, alors âgé de 19 ans, avait commencé durant l'hiver passé dans les Adirondacks à écrire un roman qu'il comptait intuler Une partie de bluff. Stevenson perçut un potentiel intéressant dans l'histoire et apporta toute son expérience d'écrivain. Un mort encombrant vit le jour quelques semaines plus tard. Enthousiasmés par cette collaboration fructueuse, Stevenson et Lloyd la réitérèrent pour Le Trafiquant d'épaves et Le Creux de la vague.

## Éditions en anglais
- The Wrong Box, chez Charles Scribner's Sons, 1889 à New York
- The Wrong Box chez Longman, Green & Co Longman, 1889 à Londres
- The Wrong Box par David Pascoe, Oxford University Press, 1995

## Traductions en français
- Le Mort Vivant traduit par Théodore de Wyzewa, Perrin, Paris, 1905
- L'Hercule et le Tonneau, traduit par Pierre Siryel , Club français du livre, Paris, 1961
- Un mort en pleine forme, traduit par Geneviève Méker, Presses de la Cité, Paris, 1968
- Un mort encombrant, traduit par Pierre Leyris, U.G.E., Paris, 1980
- Le Grand Bluff, traduction par Patrick Hersant, Stevenson, Œuvres, tome II, Éditions Gallimard, « Bibliothèque de la Pléiade », 2005.
- La mort vous va si bien !, traduit par Théodore de Wyzewa, L'Éveilleur, Paris, 2019